# Neuapostolische Kirche (Kempten)

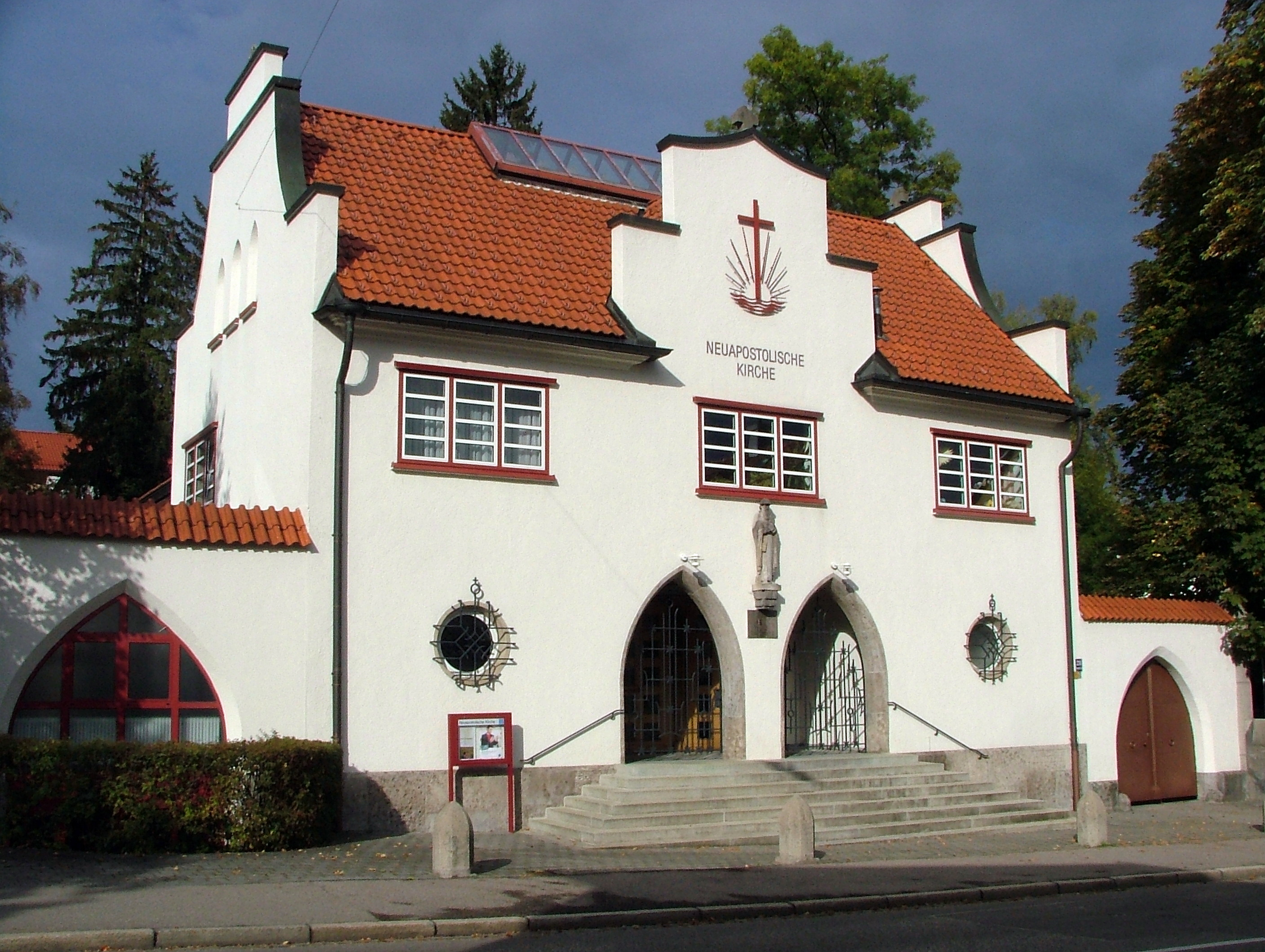
Neuapostolische Kirche in Kempten

Die denkmalgeschützte Neuapostolische Kirche an der Immenstädter Straße in Kempten (Allgäu) ist ein langgestreckter Saalbau mit einem querliegenden Kopfbau in Form eines zweigeschossigen Satteldachgebäudes mit Zwerchhaus. Die Kirche wurde von den Gebrüdern Heydecker im Jahr 1927 errichtet und 1928 fertiggestellt.

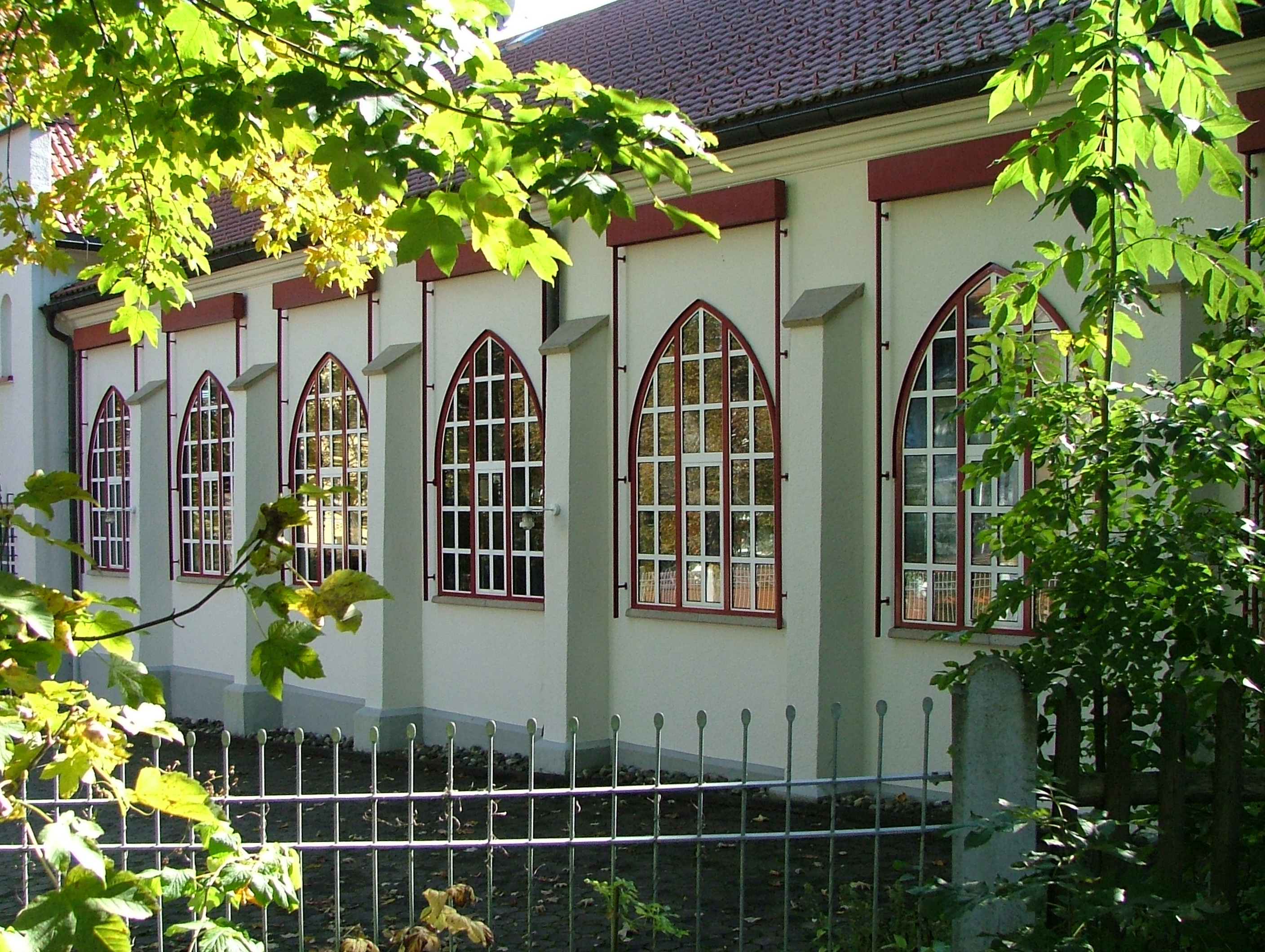
Saalbau

Wenige hundert Meter südlich befindet sich eine weitere Kirche, die katholische Klosterpfarrkirche St. Anton.